# 井筒クラヤ三星堂
株式会社井筒クラヤ三星堂（いづつクラヤさんせいどう）はメディセオ・パルタックホールディングスグループの一社であり、京都市中京区に本社を置く医薬品・医療機器などの卸売りを行う企業であった。
2009年10月にクラヤ三星堂に吸収合併され、株式会社メディセオに商号変更した。

## 沿革
- 1924年5月：嶋路源太郎商店として創業。
- 1950年10月：株式会社嶋路商店を設立。
- 1965年5月：嶋路株式会社に社名変更。
- 1988年4月：嶋路株式会社、半井株式会社、中川薬品株式会社の三社の企業合同により井筒薬品株式会社に商号変更。
- 2000年6月：東京都のクラヤ三星堂と業務・資本提携。
- 2003年10月：クラヤ三星堂から京都府・滋賀県の医薬部門の営業権を譲受。逆にクラヤ三星堂へ大阪府・奈良県の医薬部門の営業権を譲渡。
- 2002年4月：クラヤ三星堂へ薬粧部門を譲渡。
- 2004年4月：クラヤ三星堂から京都府・滋賀県の試薬部門の営業権を譲受。
- 2006年4月：井筒クラヤ三星堂に商号変更。またクラヤ三星堂から富山・石川・福井各県の医薬部門の営業権を譲受。
- 2009年10月 - クラヤ三星堂を存続会社として「クラヤ三星堂」「千秋薬品」「潮田クラヤ三星堂」「やまひろクラヤ三星堂」「平成薬品」「井筒クラヤ三星堂」が合併し「株式会社メディセオ」に社名変更

## 事業所
- 京都府：京都本社、京都営業部、京都病院営業部、京都南営業部、京都北営業部（舞鶴支店）、福知山支店
- 滋賀県：大津支店、草津支店、湖北支店（米原市）
- 富山県：富山支店、高岡支店
- 石川県：金沢支店、小松支店、七尾支店
- 福井県：福井支店、敦賀支店